# Piroshka
Piroshka je anglická rocková hudební skupina, kterou v roce 2018 založila zpěvačka a kytaristka Miki Berenyi, bývalá členka kapely Lush. Dále v sestavě figurují bubeník Justin Welch, baskytarista Michael Conroy a kytarista KJ McKillop. Welch a Conroy se zpěvačkou působili již v posledním období existence její kapely Lush. McKillop je zase jejím partnerem. Vydání prvního alba kapely Brickbat proběhlo v únoru 2019. Název kapely Piroshka pochází z maďarštiny.